# James Bond Jr.
James Bond Jr. es una serie de televisión animada estadounidense basada en la franquicia James Bond de Ian Fleming. Sigue las aventuras del sobrino de James Bond, llamado James Bond Jr.
La serie debutó en septiembre de 1991 y duró 65 episodios antes de finalizar en diciembre de ese año. Fue la primera serie de televisión jamás producida basada en la franquicia James Bond y es la única adaptación animada.

## Trasfondo
Este fue el segundo intento de crear una serie animada basada en la franquicia James Bond. El guionista Kevin McClory de Bond, anunció en una edición la revista Variety del 10 de febrero de 1988 que estaba trabajando para producir una serie animada de James Bond llamada James Bond vs. S.P.E.C.T.R.E., que sería producida por una compañía holandesa no especificada. Esta serie nunca llegó a concretarse.
Mientras tanto, Eon Productions comenzó a desarrollar lo que se convertiría en James Bond Jr., que presenta una versión adolescente de las películas de James Bond. La serie fue producida por el estudio Murakami-Wolf-Swenson (responsable de crear la primera serie animada de la franquicia Tortugas Ninja) y United Artists Corporation, se lanzó el 5 de agosto de 1991 emitiéndose un total de 65 episodios de media hora. Corey Burton presta su voz al protagonista principal en la versión en inglés.
James Bond Jr. fue totalmente aprobada por (y producida en asociación con) Danjaq y United Artists, quienes tenían los derechos sobre la propiedad intelectual de James Bond. Fue el primer intento de llevar la franquicia de Bond a la televisión desde la adaptación en imagen real de Casino Royale en 1954. Solo se produjo una sola temporada.

## Trama
Mientras estudia en la escuela preparatoria Warfield Academy, James Bond Jr. con la ayuda de sus amigos I.Q (supuestamente nieto de Q) y Gordo Leiter (supuestamente hijo de Felix Leiter), lucha contra la organización criminal S.C.U.M. (Saboteurs and Criminals United in Mayhem), una organización criminal similar a SPECTRE. Sus componentes también están basados en los supervillanos clásicos de las historias de James Bond. Al igual que el personaje de carne y hueso, él también dice el latiguillo "Bond, James Bond" cuando se presenta ante otras personas, pero además incluyendo "Junior" al final.
Como en muchas otras producciones animadas, esta serie sobrepasa a las películas de James Bond en términos de gadgets imposibles y científicos locos, mientras que la violencia habitual de las películas del Bond adulto aquí está ausente. Jaws, un villano recurrente de las películas The Spy Who Loved Me y Moonraker, hizo apariciones regulares, generalmente asociado con Nick Nack, un villano de The Man with the Golden Gun, formando un dúo cómico que se peleaban y discutían entre ellos. Auric Goldfinger también aparece, junto con su asistente, Oddjob, de la película Goldfinger. Se revela que Goldfinger tiene una hija adolescente llamada Goldie Finger con gustos igualmente costosos. El único otro villano de las películas que aparece durante la serie, aunque uno que está muy vagamente basado en su homólogo cinematográfico, es el Dr. No, quien es representado como asiático y con piel verde, una práctica común en ese momento en multimedias infanto-juveniles siempre que se mostraban a villanos asiáticos como Ming el Despiadado en Defenders of the Earth y El Mandarin en la serie de televisión Iron Man de los años 1990. Varios títulos de sus episodios parodiaban los títulos de películas de Bond, como "Live and Let's Dance" y "Rubies Aren't Forever".

## Personajes
Los personajes principales son James Bond Jr., sus amigos, varios miembros destacados del personal de la Academia Warfield y Trevor Noseworthy IV. Aparecen en casi todos los episodios de la serie. A veces, solo dos o tres de los amigos de Jr. lo acompañan en una aventura, dejando a los demás en Warfield para desarrollar una trama secundaria. Estas tramas normalmente giran en torno a los intentos malintencionados de Trevor de meter a James en problemas.

### Personajes principales
- James Bond Jr. (voz: Corey Burton): El sobrino adolescente del agente del James Bond 007 del MI6, que busca emociones fuertes y comparte con su tío la inclinación por los chistes y los juegos de palabras. Asiste a la Academia Warfield con amigos que lo ayudan en sus misiones. De vez en cuando se insinúa un romance entre Bond y Tracy Milbanks.
- Horace 'I.Q.' Boothroyd III (voz: Jeff Bennett): Nieto de Q (el inventor de los dispositivos de 007), es un genio científico y uno de los mejores amigos de James. Ingenioso y muy lógico, es responsable del desarrollo y la construcción de los dispositivos que ayudan a James a derrotar a los agentes de S.C.U.M. En el doblaje italiano de la serie, se le llama como "Ike" por error.
- Tracy Milbanks (voz: Mona Marshall): La hija de Bradford Milbanks y una de las amigas más cercanas de James, a quien acompaña regularmente en sus misiones. Algo mandona y de mal carácter, Tracy a veces traiciona sus sentimientos por James. Su primer nombre es una referencia a Tracy Bond.
- Gordon "Gordo" Leiter (voz: Jan Rabson): El bronceado, rubio y atlético "puño fuerte" entre los amigos de James, el californiano Gordo, también es amable y afable. Hijo de Felix Leiter, socio y amigo de la CIA de 007, nunca se echa atrás cuando sus camaradas necesitan la fuerza para resolver sus problemas.
- Phoebe Farragut (voz: Susan Silo): La mejor amiga de Tracy e hija de un hombre de negocios adinerado. No oculta su enamoramiento por James, aunque sus sentimientos nunca son correspondidos, algo similar a la relación de Bond con Miss Moneypenny en las películas.
- Trevor Noseworthy IV (voz: Simon Templeman): Proviene de una familia muy adinerada y tiene un sentido exagerado de superioridad y autoimportancia. Arrogante, egocéntrico y rencoroso, además de cobarde y temeroso, siempre planea meter a James en problemas, con la esperanza de que lo expulsen de Warfield, lo que inevitablemente le sale mal.
- Bradford Milbanks (voz: Julian Holloway): Un ex oficial de la Real Fuerza Aérea y padre de Tracy, que ahora preside la Academia Warfield como director. Aunque serio y rígido, es un padre y un disciplinador justo y complaciente.
- Burton "Buddy" Mitchell (voz: Brian Stokes Mitchell): Un exagente del FBI y socio de 007, que ahora trabaja como profesor de gimnasia de Warfield. Fuerte e inteligente, es el mentor de James. Burton sabe más sobre las aventuras de James de lo que le deja saber al resto del personal de la escuela, y con frecuencia arriesga su propio trabajo al permitir que el joven y sus amigos se pongan en peligro.

### Villanos
Hubo numerosos villanos durante la serie, la mayoría de los cuales trabajaban para S.C.U.M. e hicieron apariciones recurrentes a lo largo de los 65 episodios. Muchos personajes no se parecían en nada a sus homólogos originales de las películas. Todos los villanos recurrentes en el programa se enumeran aquí:
- S.C.U.M. – Abreviatura de Saboteurs and Criminals United in Mayhem, S.C.U.M. es la organización malvada que es el principal antagonista de la serie.
  - Scumlord (voz: Jeff Bennett): El misterioso líder de S.C.U.M., nunca visto fuera de las sombras. Algunos creen que no es otro que Ernst Stavro Blofeld.[cita requerida] A menudo transmite órdenes a otros villanos de S.C.U.M. a través de una telepantalla. Scumlord tiene un perro mascota llamado Scuzzball. Sus apariciones clave incluyen los episodios "The Beginning", "Location: Danger", "Avalanche Run", "Barbella's Big Attraction" y "The Thing in the Ice", aunque hizo muchas apariciones especiales. Scumlord nunca es visto fuera de su sala de vigilancia. Siempre está sentado en la oscuridad vestido con una gabardina, un sombrero fedora y gafas de sol.
  - Jaws (voz: Jan Rabson): Un villano tonto cuyos característicos dientes de acero destruyen casi todo lo que mastica. Su vestimenta no solo sirve como una pequeña fuente de comedia para la serie, sino que también complementa su falta de inteligencia. Por lo general, actúa como secuaz de los agentes de S.C.U.M. de alto rango y, a menudo, se le empareja con Nick Nack. A diferencia de su homólogo de las películas, su mandíbula inferior también es metálica y si puede hablar con claridad. En la novelización "A View to a Thrill", se explica que él recibió un disparo en la boca durante un robo a un banco y "para salvar su vida, los médicos le habían dado una dentadura de metal y motores para los músculos de la mandíbula".[cita requerida] Sus apariciones incluyen los episodios "The Beginning", "Plunder Down Under", "Valley of the Hungry Dunes", "Never Give a Villain a Fair Shake", "No Such Loch", "The Inhuman Race", "Fountain of Terror", "Ship of Terror", "Queen's Ransom", "Avalanche Run", "Barbella's Big Attraction", "Invaders from S.C.U.M.", "Ol' Man River", "Catching the Wave", "Between a Rock and a Hard Place", "Sherlock IQ", "Quantum Diamonds", "Rubies Aren't Forever", "The Thing in the Ice", "Monument to S.C.U.M." y "Northern Lights".
  - Nick Nack (voz: Jeff Bennett): Un pequeño secuaz con una barbilla enorme, Nick Nack suele ser el blanco de "chistes cortos" tanto de James Bond Jr. como de su compañero villano "otra mitad", Jaws. Ha aparecido durante los episodios "Valley of the Hungry Dunes", "Cruise to Oblivion", "The Inhuman Race", "Queen's Ransom", "Avalanche Run", "Barbella's Big Attraction", "Invaders from S.C.U.M.", "Ol' Man River", "Catching the Wave", "Sherlock IQ", "The Thing in the Ice", "Goldie Finger at the End of the Rainbow", "Monument to S.C.U.M." y "Northern Lights".
  - Dr. Derange (voz: Julian Holloway): Este científico loco de cabello largo y negro habla con acento francés y tiene una pasión demencial por todo tipo de materiales radiactivos, principalmente el plutonio. Según la novelización "The Eiffel Target", Derange es mitad hombre y mitad máquina, lo que lo convierte en un cíborg. Él es, con diferencia, el villano que aparece con más frecuencia durante la serie, apareciendo en al menos dieciséis episodios. También aparece en la mayor parte del material derivado. Entre sus apariciones se incluyen los episodios "The Eiffel Missile", "A Race Against Disaster", "The Inhuman Race", "It's All in the Timing", "Fountain of Terror", "Deadly Recall", "Red Star One", "Invaders from S.C.U.M.", "A Deranged Mind", "The Last of the Tooboos", "The Emerald Key", "Canine Caper", "Weather or Not", "Between a Rock and a Hard Place", "Quantum Diamonds" y "Monument to S.C.U.M.".
    - Skullcap (voz: Jan Rabson): Un asesino profesional de alto rango de S.C.U.M. que casi siempre trabaja para el Dr. Derange. Su nombre se deriva del casco de acero que recubre la parte superior de su cabeza. Skullcap es extremadamente frío e insidioso, aunque no particularmente astuto. Según la novelización "The Eiffel Target", es el número 17 en la lista de los más buscados de la Interpol y fue el Dr. Derange quien fabricó su cúpula metálica después de resultar gravemente herido durante un robo. La cúpula también conduce electricidad estática. Siempre que Skullcap se rasca la cabeza, se disparan pequeñas chispas. Sus apariciones incluyen los episodios "The Eiffel Missile", "The Inhuman Race", "It's All in the Timing", "The Last of the Tooboos", "The Emerald Key", "Weather or Not", "Canine Caper" y "Thor's Thunder".

  - Auric Goldfinger (voz: Jan Rabson): Uno de los villanos más inteligentes y manipuladores de 007. Siempre que hay oro, ahí está Goldfinger. Sus planes están motivados completamente por la codicia, y la mayoría de las veces es asistido por su secuaz Oddjob. Podría decirse que fue el villano de S.C.U.M. que menos se alteró de su homólogo original de las películas. Sus apariciones incluyen los episodios "Earth Cracker", "Cruise to Oblivion", "Goldie's Gold Scam" y "Killer Asteroid".
    - Goldie Finger (voz Kath Soucie): La hija malcriada e igualmente corrupta de Goldfinger, que comparte el amor de su padre por el oro y su crueldad. A menudo se asoció con Barbella, aunque a veces ayudaba a su padre. Sus apariciones incluyen los episodios "City of Gold", "Going for the Gold", "Goldie's Gold Scam" y "Goldie Finger at the End of the Rainbow".

  - Oddjob: Al igual que Jaws y Nick Nack, se lo ve trabajando para los otros villanos, especialmente Goldfinger. Luce un enterizo morado de aspecto extraño con rayas rojo-naranja, zapatillas rojas y blancas, guantes verdes pálidos, un collar de oro con las iniciales OJ, una bufanda de invierno verde pálido y gafas de aviador. Su característico sombrero afilado como una navaja también está presente, aunque ahora es un sombrero de copa en miniatura en lugar de un sombrero bombín. Sus apariciones incluyen los episodios "Earth Cracker", "Cruise to Oblivion", "Far Out West", "A Deranged Mind", "Goldie's Gold Scam", "Between a Rock and a Hard Place", "Killer Asteroid" y "Garden of Evil".
  - Barbella (voz: Mona Marshall): Una mujer fisicoculturista de mal genio, Barbella a menudo exhibe una fuerza sobrehumana. Astuta y fría, no tiene lealtad hacia nadie, y menos aún hacia S.C.U.M., a quien incluso traiciona durante un episodio al intentar destruir su sede internacional. Barbella a menudo trabaja con Goldie Finger. Sus apariciones incluyen los episodios "City of Gold", "Barbella's Big Attraction", "Going for the Gold", "A Deranged Mind" y "Goldie Finger at the End of the Rainbow".
  - Dr. No (voz: Julian Holloway): Uno de los oponentes más diabólicos de 007. La versión animada difiere mucho de la película Dr. No, debido a que tiene la piel verde, probablemente como resultado de su derrota a manos de 007 durante la película original. Su acento, vestuario y bigote tienen temática asiática y muchos de sus planes involucran ninjas, espadas samurái y similares. Sus apariciones incluyen los episodios "A Chilling Affair", "Valley of the Hungry Dunes", "Appointment in Macau", "The Sword of Power", "Far Out West", "Garden of Evil" y "No Time to Lose".
  - Spoiler (voz: Michael Gough): Un agente de S.C.U.M. con voz grave que lidera una banda de motociclistas salvajes que empuñan cadenas. Ha trabajado para varios agentes, entre ellos el Barón von Skarin, el Dr. Derange y el Dr. No. Ha aparecido durante los episodios "Scottish Mist", "No Time to Lose" y "Monument to S.C.U.M.".
  - Barón Von Skarin (voz: Julian Holloway): Este adinerado barón bávaro también es un terrorista internacional y contrabandista de armas de fuego. Von Skarin es frío y cruel, pero nunca descuida su apariencia elegante. A menudo se le ve reportándose directamente a Scumlord y, aparentemente, es uno de sus agentes favoritos. Ha aparecido durante los episodios "Live and Let's Dance", "Dance of the Toreadors", "Scottish Mist", "Catching the Wave", "Sherlock IQ", "Rubies Aren't Forever" y "Northern Lights".
  - Walker D. Plank (voz: Ed Gilbert): Un pirata con una mano con gancho, un parche en el ojo, una pata de palo y un loro parlante que también tiene un parche en el ojo y una pata de palo. Sus planes son invariablemente náuticos e implican pillaje, saqueo y dominación de todos los océanos del mundo. Parecía estar inspirado por Karl Stromberg; con un episodio que muestra su plan siendo frustrado de una manera similar que en The Spy Who Loved Me. Sus apariciones incluyen los episodios "Plunder Down Under", "Nothing to Play With", "Never Give a Villain a Fair Shake", "No Such Loch", "Ship of Terror", "Queen's Ransom", "S.C.U.M. on the Water", "Ol' Man River, "Danger Train" y "Thor's Thunder".
    - Bilge y Pump: Un par de siniestros camaradas marineros, a menudo encontrados instigando la criminalidad en nombre del Capitán Plank. Sus apariciones incluyen los episodios "No Such Loch" y "S.C.U.M. on the Water".

  - Ms. Fortune (voz: Susan Silo): Siendo una aristócrata criminal adinerada, la riqueza de Ms. Fortune nunca le impide intentar adquirir más, a través de medios altamente ilegítimos. Ella era una villana original de la serie, aunque sus conspiraciones para ganar dominio financiero sugieren que era una versión femenina de Goldfinger. Sus apariciones incluyen los episodios "Fountain of Terror", "Mindfield", "The Heartbreak Caper", "There But For Ms. Fortune" y "Danger Train".
    - Snuffer (voz Jan Rabson): El mayordomo y cómplice corrupto y profundamente despectivo de Ms. Fortune. Termina cada oración con "madame", a menos que Ms. Fortune le ordene que atienda a sus aliados masculinos de S.C.U.M., en cuyo caso terminará una oración con "sir". Sus apariciones incluyen los episodios "Fountain of Terror", "Mindfield", "The Heartbreak Caper", "There But For Ms. Fortune" y "Danger Train".

  - The Chameleon (voz: Alan Oppenheimer): Este peligroso criminal es un cambiaformas facial debido a mecanismos nanotecnológicos implantados debajo de la piel de su rostro. Astuto y astuto, es un villano al que hay que temer. Sus apariciones incluyen los epsisodios "The Chameleon", "Red Star One" y "The Art of Evil".
  - Tiara Hotstones (voz: Mona Marshall): Esta mercenaria amante de las joyas comparte una relación con James Bond Jr. A pesar de ser despiadada, se inclina a buscar solo joyas y dinero en lugar de poder o dominación mundial. Sus apariciones incluyen los episodios "Dance of the Toreadors", "Rubies Aren't Forever" y "Dutch Treat".
  - Maximillion Cortex: Un villano diminuto con un cerebro muy grande. Cortex es muy acaudalado, pero siempre está buscando formas de aumentar esa riqueza. Sus apariciones incluyen los episodios "Lamp of Darkness" y "Leonardo da Vinci's Vault".
    - Leftbrain y Rightbrain: Los asistentes de Cortex, son un par de tontos con sobrepeso cuyo tamaño e inteligencia contrarrestan los de su jefe. Si bien son similares en apariencia y completamente indistinguibles el uno del otro, ellos no están emparentados. Sus apariciones incluyen los episodios "Lamp of Darkness" y "Leonardo da Vinci's Vault".
- The Worm (voz: Jan Rabson): El único villano recurrente de la serie que no está asociado con S.C.U.M., The Worm es un terrorista de primera clase e hipocondríaco con una intensa aversión a la luz del sol, y la mayoría de sus planes se llevan a cabo en las profundidades de la tierra. Entre sus apariciones se incluyen los episodios "A Worm in the Apple" y "Pompeii and Circumstance".

### Chicas Bond
durante la mayoría de los episodios, James Bond Jr. se encuentra con personajes femeninos invitados, a las que a menudo se ve obligado a rescatar. Siguiendo la tradición de 007, muchos de sus nombres se basan en juegos de palabras o dobles sentidos, aunque estos son menos lascivos que en la serie original. Algunas de las más notables incluyen:
- Lotta Dinaro: Hija de un arqueólogo en busca de El Dorado. Ambas son secuestradas por Oddjob y Goldfinger durante el episodio "Earthcracker".
- Teniente Shelley Kaysing: Teniente del ejército de los Estados Unidos a quien Chameleon intenta asesinar para promover su plan de robar un dispositivo secreto del ejército durante el episodio "The Chameleon".
- Marcie Beaucoup (voz: Kath Soucie): Una espía francesa que se encuentra con James Bond Jr. en un aerodeslizador. Ella y Bond son capturados por el Dr. Derange y Skullcap y deben escapar de la Torre Eiffel antes de que se lance un misil que los mate a ambos durante el episodio "The Eiffel Missile"
- Terri Firma: Hija de un destacado sismólogo, se ve obligada a trabajar para Walker D. Plank y Jaws cuando su padre es secuestrado durante el episodio "Never Give a Villain a Fair Shake".
- Hayley Comet: Estudiante de Warfield cuyo padre es un profesor secuestrado por agentes de S.C.U.M. disfrazados de alienígenas del espacio exterior durante el episodio "Invaders from S.C.U.M.".
- Wendy Day: Meteoróloga que ayuda a James a impedir que el Dr. Derange lleve a cabo su plan para tomar el control del clima durante el episodio "Weather or Not".
- Sargento Victoria Province: Una policía montada con la que James se hace amigo en Toronto. Ella lo ayuda a frustrar el plan del Barón von Skarin de cortar la energía eléctrica de toda la ciudad durante el episodio "Northern Lights".
- Princesa Yasmine (voz: Sheryl Bernstein): Hija del jeque de Al-Khaline, que es tomada prisionera por el Dr. No junto con toda el agua de su padre a cambio de un rescate. Ella es liberada por James Bond Jr. y ambos inundan las instalaciones, saboteando así la operación del Dr. No durante el episodio "Valley of the Hungry Dunes".

## Merchandising

### Juego de mesa
Crown and Andrews puso a la venta un juego de mesa vinculado, James Bond Jr. The Game, cuyo argumento era tratar de evitar el lanzamiento de un misil nuclear. Los jugadores recolectaban discos de computadora para desactivar el misil, mientras debían cuidarse de los agentes de S.C.U.M..

### Vehículos de metal
ERTL produjo tres vehículos de juguete de fundición a presión en 1992: James' Sports Car, Warfield Van y SCUM Helicopter.

### Línea de juguetes
La línea de juguetes de James Bond Jr. fue fabricada por Hasbro.

## Vídeo doméstico
Como ocurre con la mayoría de las series animadas, una gran cantidad de episodios solo se transmitieron por cadenas televisión y nunca estuvieron a la venta todos completos en VHS o algún otro formato físico. Algunos cuantos episodios solo estuvieron a la venta en Estados Unidos y otros solo se vendieron en el Reino Unido.

### VHS (Reino Unido)
| Título de lanzamiento                          | Fecha de lanzamiento | Episodios incluidos                                                        | REF                        |
| ---------------------------------------------- | -------------------- | -------------------------------------------------------------------------- | -------------------------- |
| James Bond Jr—The Beginning                    | 1993                 | The Beginning, A Race Against Disaster, Red Star One, Appointment in Macau | [ 1 ] [ 2 ] [ 3 ] [ 4 ]    |
| James Bond Jr—A Worm in the Apple              | 1993                 | A Worm in the Apple, Dance of the Toreadors, No Such Loch                  | [ 5 ] [ 6 ] [ 7 ]          |
| James Bond Jr—The Eiffel Missile               | 1993                 | The Eiffel Missile                                                         | [ 8 ] [ 9 ] [ 10 ]         |
| James Bond Jr versus Jaws the Metallic Munch   | 1993                 | Plunder Down Under, Ship of Terror, Invaders from SCUM                     | [ 9 ] [ 11 ] [ 12 ] [ 13 ] |
| The Biggest Ever Saturday Morning Picture Show | 1993                 | The Chameleon                                                              | [ 11 ] [ 14 ]              |
| The Biggest Ever Saturday Morning Heroes       | 1993                 | The Inhuman Race, It's All in the Timing                                   | [ 15 ] [ 16 ]              |

### VHS (EE.UU.)
| Título de lanzamiento | Fecha de lanzamiento | Episodios incluidos     | REF    |
| --------------------- | -------------------- | ----------------------- | ------ |
| James Bond Jr.        | 1 de abril de 1992   | The Beginning           | [ 17 ] |
| James Bond Jr.        | 1 de abril de 1992   | A Chilling Affair       | [ 18 ] |
| James Bond Jr.        | 1 de abril de 1992   | The Eiffel Missile      | [ 19 ] |
| James Bond Jr.        | 1 de abril de 1992   | No Such Loch            | [ 20 ] |
| James Bond Jr.        | 1 de abril de 1992   | A Race Against Disaster | [ 21 ] |
| James Bond Jr.        | 1 de abril de 1992   | Dance of the Toreadors  | [ 22 ] |
| James Bond Jr.        | 1 de abril de 1992   | Red Star One            | [ 23 ] |
| James Bond Jr.        | 1 de abril de 1992   | Goldie's Gold Scam      | [ 24 ] |